# Super Rugby 2024
Die Saison 2024 war die 29. Ausgabe von Super Rugby, einem Rugby-Union-Wettbewerb, an welchem zwölf Franchise-Mannschaften aus Australien, Fidschi, Neuseeland und den Pazifischen Inseln teilnahmen. Die Saison begann am 23. Februar 2024 und endete mit dem Finale am 22. Juni 2024. Es wurden 84 Spiele während der Regular Season und 7 Spiele in der Finalrunde ausgetragen. Die neuseeländische Mannschaft Blues gewann zum vierten Mal den Meistertitel.

## Modus
Die zwölf teilnehmenden Teams bestritten 14 reguläre Saisonspiele. Dabei traten sie entweder zuhause oder auswärts gegen jedes andere Team an. Die verbleibenden drei Begegnungen waren zusätzliche Derbys nach geografischen Kriterien. Die Fijuan Drua waren Australien zugeteilt, während Moana Pasifika in Neuseeland beheimatet ist. Die zweite Runde vom 1. bis 3. März war eine Super Round, bei der alle Begegnungen an einem Wochenende im AAMI Park in Melbourne ausgetragen wurden.
Die acht besten Teams am Ende der regulären Saison qualifizierten sich für die Play-offs. Im Viertelfinale spielte das erstplatzierte Team gegen die achtplatzierte, das zweitplatzierte Team gegen die siebtplatzierte, das drittplatzierte Team gegen die sechstplatzierte und das viertplatzierte Team gegen die fünftplatzierte. Die Sieger der Viertelfinals zogen ins Halbfinale ein, die Sieger der Halbfinals ins Finale. Die höher eingestufte Mannschaft war jeweils Gastgeber der Playoff-Spiele.

## Ergebnisse

### Tabelle
|     | Team             | Spiele | Siege | Unent. | Ndlg. | Spiel- punkte | Diff. | Bonus- punkte | Tabellen- punkte |
| --- | ---------------- | ------ | ----- | ------ | ----- | ------------- | ----- | ------------- | ---------------- |
| 01. | Hurricanes       | 14     | 12    | 0      | 2     | 480:281       | + 199 | 8             | 56               |
| 02. | Blues            | 14     | 12    | 0      | 2     | 488:233       | + 255 | 7             | 55               |
| 03. | Brumbies         | 14     | 12    | 0      | 2     | 410:311       | + 99  | 4             | 52               |
| 04. | Chiefs           | 14     | 9     | 0      | 5     | 486:311       | + 175 | 7             | 43               |
| 05. | Hurricanes       | 14     | 8     | 0      | 6     | 444:340       | + 104 | 8             | 40               |
| 06. | Queensland Reds  | 14     | 6     | 0      | 8     | 305:402       | − 97  | 4             | 28               |
| 07. | Fijian Drua      | 14     | 6     | 0      | 8     | 325:427       | − 102 | 2             | 26               |
| 08. | Melbourne Rebels | 14     | 5     | 0      | 9     | 341:488       | − 147 | 6             | 26               |
| 09. | Crusaders        | 14     | 4     | 0      | 10    | 363:369       | − 6   | 8             | 24               |
| 10. | Western Force    | 14     | 4     | 0      | 10    | 294:426       | − 132 | 4             | 20               |
| 11. | Moana Pasifika   | 14     | 4     | 0      | 10    | 265:485       | − 220 | 2             | 18               |
| 12. | NSW Waratahs     | 14     | 2     | 0      | 12    | 306:434       | − 128 | 5             | 13               |

Die Punkte wurden wie folgt verteilt:
- 4 Punkte bei einem Sieg
- 2 Punkte bei einem Unentschieden
- 0 Punkte bei einer Niederlage (vor möglichen Bonuspunkten)
- 1 Bonuspunkt für mindestens drei Versuche mehr als der Gegner
- 1 Bonuspunkt bei einer Niederlage mit maximal sieben Punkten Unterschied

### Viertelfinale
| 7. Juni 2024 19:05 NZST | Chiefs | 43 : 21        | Queensland Reds                                                                               | Waikato Stadium, Hamilton Schiedsrichter: Ben O’Keeffe (Neuseeland) |
| 7. Juni 2024 19:05 NZST | Versuche: Taukeiʻaho (2) 6. erh., 16. erh. Narawa 10. erh. Nanai-Seturo 23. erh. Lienert-Brown 52. erh. Slater 63. n.erh. Erhöhungen: McKenzie (5/6) Straftritte: McKenzie (1/1) 40.+1 | (31:0) Bericht | Versuche: McDermott 44. erh., 55. Creighton 75. erh. Erhöhungen: Lynagh (1/1) Creighton (2/2) | Waikato Stadium, Hamilton Schiedsrichter: Ben O’Keeffe (Neuseeland) |

| 8. Juni 2024 16:35 NZST | Hurricanes | 47 : 20        | Melbourne Rebels                                                                                       | Wellington Regional Stadium, Wellington Schiedsrichter: James Doleman (Neuseeland) |
| 8. Juni 2024 16:35 NZST | Versuche: Tosi 25. erh. Moorby 40. erh. Iose 44. erh. Aumua 54. erh. Flanders 57. erh. Kirifi 72. erh. Naholo 78. erh. Erhöhungen: Cameron (6/7) | (14:6) Bericht | Versuche: Anderson (2/2) 66. erh., 68. erh. Erhöhungen: Gordon (2/2) Straftritte: Gordon (2/2) 9., 28. | Wellington Regional Stadium, Wellington Schiedsrichter: James Doleman (Neuseeland) |

| 8. Juni 2024 19:05 NZST | Blues | 36 : 5         | Fijian Drua                      | Eden Park, Auckland Zuschauer: 18.201 Schiedsrichter: Nic Berry (Australien) |
| 8. Juni 2024 19:05 NZST | Versuche: Papalii 9. erh. Christie 18. erh. Clarke (2) 35. n.erh., 78. erh. Eklund 64. erh. Erhöhungen: Plummer (3/4) Perofeta (1/1) Straftritte: Plummer (1/1) 23. | (22:0) Bericht | Versuche: Ravutaumada 43. n.erh. | Eden Park, Auckland Zuschauer: 18.201 Schiedsrichter: Nic Berry (Australien) |

| 8. Juni 2024 19:35 AEST | Brumbies | 32 : 16         | Highlanders                                                                               | Canberra Stadium, Canberra Zuschauer: 8817 Schiedsrichter: Angus Gardner (Australien) |
| 8. Juni 2024 19:35 AEST | Versuche: Muirhead (2) 15. erh., 47. erh. Pollard (2) 40.+1 erh., 49. n.erh. Erhöhungen: Lolesio (3/4) Straftritte: Lolesio (2/3) 32., 64. | (17:16) Bericht | Versuche: Nareki 33. erh. Erhöhungen: Millar (1/1) Straftritte: Millar (3/3) 3., 21., 26. | Canberra Stadium, Canberra Zuschauer: 8817 Schiedsrichter: Angus Gardner (Australien) |

### Halbfinale
| 14. Juni 2024 19:05 NZST | Blues | 34 : 20         | Brumbies                                                                                                 | Eden Park, Auckland Schiedsrichter: James Doleman (Australien) |
| 14. Juni 2024 19:05 NZST | Versuche: Lam 2. n.erh. Riccitelli 8. erh. Darry 14. erh. Clarke 21. n.erh. Sotutu 59. erh. Erhöhungen: Plummer (3/5) Straftritte: Plummer (1/1) 40. | (27:13) Bericht | Versuche: Valetini 36. erh. Reimer 69. erh. Erhöhungen: Lolesio (2/2) Straftritte: Lolesio (2/2) 6., 12. | Eden Park, Auckland Schiedsrichter: James Doleman (Australien) |

| 15. Juni 2024 16:35 NZST | Hurricanes                                                                             | 19 : 30        | Chiefs | Wellington Regional Stadium, Wellington Schiedsrichter: Angus Gardner (Australien) |
| 15. Juni 2024 16:35 NZST | Versuche: Lakai 20. erh. Cameron 55. erh. Proctor 71. n.erh. Erhöhungen: Cameron (2/3) | (7:13) Bericht | Versuche: Finau 3. erh. Ratima 6. erh. Rona 62. erh. Erhöhungen: McKenzie (3/3) Straftritte: McKenzie (3/3) 15., 46., 65. | Wellington Regional Stadium, Wellington Schiedsrichter: Angus Gardner (Australien) |

### Finale
| 22. Juni 2024 19:05 NZST | Blues | 41 : 10        | Chiefs                                                                               | Eden Park, Auckland Zuschauer: 44.035 Schiedsrichter: Nic Berry (Australien) |
| 22. Juni 2024 19:05 NZST | Versuche: Ioane 12. erh. Clarke (3) 22. erh., 51. erh., 62. erh. Lam 73. erh. Erhöhungen: Plummer (5/5) Straftritte: Plummer (2/2) 16., 40. | (20:3) Bericht | Versuche: Parker 66. erh. Erhöhungen: McKenzie (1/1) Straftritte: McKenzie (1/2) 19. | Eden Park, Auckland Zuschauer: 44.035 Schiedsrichter: Nic Berry (Australien) |

| 15                 | Stephen Perofeta  |     |
| 14                 | Mark Telea        |     |
| 13                 | Rieko Ioane       |     |
| 12                 | AJ Lam            |     |
| 11                 | Caleb Clarke      | 76. |
| 10                 | Harry Plummer     |     |
| 09                 | Finlay Christie   | 62. |
| 08                 | Hoskins Sotutu    |     |
| 07                 | Dalton Papaliʻi   | 64. |
| 06                 | Akira Ioane       | 77. |
| 05                 | Sam Darry         |     |
| 04                 | Patrick Tuipulotu | 57. |
| 03                 | Marcel Renata     | 62. |
| 02                 | Ricky Riccitelli  | 69. |
| 01                 | Ofa Tuʻungafasi   | 41. |
| Auswechselspieler: |                   |     |
| 16                 | Kurt Eklund       | 69. |
| 17                 | Josh Fusituʻa     | 41. |
| 18                 | Angus Taʻavao     | 62. |
| 19                 | Josh Beehre       | 57. |
| 20                 | Adrian Choat      | 64. |
| 21                 | Taufa Funaki      | 62. |
| 22                 | Bryce Heem        | 76. |
| 23                 | Cole Forbes       | 77. |
| Trainer:           |                   |     |
| Vern Cotter        |                   |     |

| 15                 | Shaun Stevenson      | 60.     |
| 14                 | Emoni Narawa         |         |
| 13                 | Anton Lienert-Brown  |         |
| 12                 | Rameka Poihipi       | 52.     |
| 11                 | Etene Nanai-Seturo   |         |
| 10                 | Damian McKenzie      |         |
| 09                 | Cortez Ratima        | 63.     |
| 08                 | Wallace Sititi       | 60.     |
| 07                 | Luke Jacobson        |         |
| 06                 | Samipeni Finau       | 50. 60. |
| 05                 | Tupou Vaaʻi          |         |
| 04                 | Jimmy Tupou          | 60.     |
| 03                 | George Dyer          | 60.     |
| 02                 | Tyrone Thompson      | 63.     |
| 01                 | Aidan Ross           | 52. 64. |
| Auswechselspieler: |                      |         |
| 16                 | Mills Sanerivi       | 63.     |
| 17                 | Jared Proffit        | 52. 64. |
| 18                 | Reuben O’Neill       | 50.     |
| 19                 | Manaaki Selby-Rickit | 60.     |
| 20                 | Simon Parker         | 60.     |
| 21                 | Xavier Roe           | 63.     |
| 22                 | Quinn Tupaea         | 52.     |
| 23                 | Daniel Rona          | 60.     |
| Trainer:           |                      |         |
| Clayton McMillan   |                      |         |

## Statistik

### Meiste erzielte Versuche
|    | Name           | Verein    | Versuche |
| -- | -------------- | --------- | -------- |
| 1. | Sevu Reece     | Crusaders | 12       |
| 1. | Hoskins Sotutu | Blues     | 12       |
| 3. | Caleb Clarke   | Blues     | 10       |
| 3. | Emoni Narawa   | Chiefs    | 10       |
| 3. | Tom Wright     | Brumbies  | 10       |

### Meiste erzielte Punkte
|    | Name                    | Verein        | Punkte |
| -- | ----------------------- | ------------- | ------ |
| 1. | Damian McKenzie         | Chiefs        | 177    |
| 2. | Noah Lolesio            | Brumbies      | 150    |
| 3. | Ben Donaldson           | Western Force | 111    |
| 4. | Harry Plummer           | Blues         | 110    |
| 5. | Isaiah Armstrong-Ravula | Fijian Drua   | 106    |
| 5. | Brett Cameron           | Hurricanes    | 106    |